# Lamarckismo

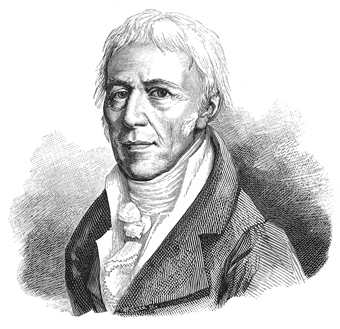
Jean-Baptiste de Lamarck

Il lamarckismo fu la prima teoria evoluzionistica e fu elaborata dal naturalista francese Jean-Baptiste de Lamarck (1744-1829), attualmente considerata errata e non conforme alle prove disponibili in tutti i settori della biologia. 
Nella sua opera Philosophie zoologique (1809), Lamarck avanzò la sua teoria sull'evoluzione, che suscitò critiche da parte dei contemporanei. In quest'opera Lamarck credeva che gli organismi, così come si presentavano, fossero il risultato di un processo graduale di modificazione che avveniva sotto la pressione attiva delle condizioni ambientali. 
Lamarck assegnava una notevole importanza al ruolo attivo degli organismi nel modificarsi in risposta agli stimoli ambientali (per ambiente egli intendeva biòtopo e biocenosi), e riteneva che l'uso di determinati organi, o parti di organi, provocasse modificazioni; in questo modo essi rispondono meglio alle esigenze di sopravvivenza dell'animale, in base al principio secondo cui la funzione crea l'organo (affermazione in qualche modo vera, sebbene in una prospettiva evolutiva di moltissime generazioni e con meccanismi completamente diversi da quelli prospettati da Lamarck). Le modificazioni si sarebbero poi trasmesse alla generazione successiva e l'accumularsi dei caratteri acquisiti, di generazione in generazione, avrebbe determinato l'apparire di nuove specie meglio adattate all'ambiente. 
Prima di lui alcune ipotesi evoluzionistiche furono avanzate da alcuni naturalisti o filosofi fin dall'antichità, a partire da Anassimandro, ma generalmente, prima di Lamarck si riteneva che le specie esistessero così come esse erano state create, secondo quanto detto nella Genesi biblica, e che fossero rimaste immutate durante tutta la storia della Terra. Questa teoria è detta fissismo ed ancora oggi essa trova credito presso alcune confessioni di fondamentalisti biblici.

## La teoria di Lamarck
Georges-Louis Leclerc de Buffon avanzò alcune ipotesi evoluzionistiche poco prima di Lamarck. Osservò che ci sono alcune specie che mutano in relazione al clima e ai fattori ambientali, opponendosi fortemente al Preformismo.
Lamarck fu il primo ad elaborare un vero e proprio modello teorico dell'evoluzione. A partire dalle sue osservazione sugli invertebrati, elaborò l'idea che gli organismi, così come si mostravano in natura, fossero in realtà il risultato di un processo graduale di modificazione che avveniva sotto la pressione delle condizioni ambientali. Formulò, perciò, l'ipotesi che in tutti gli esseri viventi sia sempre presente una spinta interna al cambiamento che sarebbe prodotta da due forze: la capacità degli organismi di percepire i propri bisogni, e la loro interazione con l'ambiente in funzione di un migliore adattamento. La teoria di Lamarck può essere riassunta in due leggi, collegate tra loro:
1. "Legge dell'uso e del non uso" (disuso): un organo si sviluppa quanto più è utilizzato e regredisce quanto meno è sollecitato.
2. "Legge dell'ereditarietà dei caratteri acquisiti" : il carattere acquisito dall'animale durante la sua vita viene trasmesso alla progenie.

Per spiegare la sua tesi usò come esempio le giraffe: in un primo momento, secondo Lamarck, sarebbero esistite solo giraffe con il collo corto; queste ultime, a causa dello sforzo fatto per raggiungere i rami più alti, avrebbero sviluppato collo e zampe anteriori e quindi avrebbero acquisito nel tempo organi adatti alle circostanze. Tutte queste parti del corpo, di conseguenza, sarebbero diventate progressivamente un poco più lunghe e sarebbero state trasmesse alla generazione successiva. La nuova generazione avrebbe avuto in partenza parti del corpo più lunghe e le avrebbe allungate ulteriormente, poco per volta.
In questo modo i vari adattamenti, accumulandosi e trasmettendosi attraverso le generazioni, avrebbero dato luogo a nuove specie, diverse da quelle originarie per effetto del costante adattamento all'ambiente. Secondo Lamarck questi due principi fornivano la spiegazione più plausibile dell'esistenza dei fossili, delle attuali diversità delle forme viventi e delle evidenti parentele tra gli organismi. Ogni specie sarebbe il risultato di una continua ed incessante trasformazione ed è proprio questo concetto il fondamento delle teorie evolutive.

## Superamento del lamarckismo
Il lavoro del citologo August Weissman e le successive ricerche e scoperte della moderna biologia hanno dimostrato che il meccanismo mediante il quale le specie mutano non è la trasmissione dei caratteri acquisiti. Va però osservato che Lamarck non riconduceva l'evoluzione solo a cause esterne (l'ambiente in cui l'individuo si doveva adattare per evitare di morire), ma riconosceva negli organismi una tendenza naturale interna e sovrannaturale a modificarsi secondo i bisogni imposti dall'ambiente. 
La prima legge, a differenza di quanto riteneva Lamarck, può interessare solo il singolo individuo (come l'atrofia muscolare per il mancato uso), in quanto le modificazioni somatiche dovute all'uso e al disuso non possono essere trasmesse alla progenie a causa della segregazione precoce di cellule somatiche e germinali. Le strutture vestigiali presenti in alcune specie animali (es.: cinto pelvico delle balene o arti atrofizzati nei boidi) non si sono formate attraverso un principio di "uso e disuso" bensì per mezzo di un processo di selezione naturale di varianti presenti nella popolazione. 
La seconda legge fu superata dalla scoperta della differenziazione molto precoce tra cellule somatiche e cellule riproduttive nell'embrione. Si dimostrò, infatti, che un carattere, che un individuo acquista durante la sua esistenza, non può essere trasmesso ai suoi discendenti in quanto si tratta di una mutazione somatica che non insiste sul suo patrimonio genetico e quindi non può essere trasmessa ereditariamente.  Pensiamo ad esempio al muscolo di uno sportivo, esso non è un carattere ereditabile dalla progenie. 
L'avvento dell'epigenetica sembra fornire alcune conferme alla seconda, mostrando che le modifiche ereditabili non siano solo quelle del genotipo ma, in alcuni casi, anche quelle del fenotipo.
Georges Cuvier,  fondatore (con Lamarck) della paleontologia, avversava questa teoria mantenendo una posizione fissista. Osservava che la teoria di Lamarck non spiegava, ad esempio, come si producevano quelle modificazioni che non erano risultati di sforzi volontari, come la pelle mimetica maculata della stessa giraffa a partire dalla pelle uniforme delle antilopi. È del tutto vero che gli organismi si modificano nel corso della loro vita (cioè si modifica il fenotipo, l'organismo quale ci appare in natura), ma non vi era alcuna prova che queste modificazioni fossero trasmissibili.
In seguito August Weismann dimostrò l'improbabilità della trasmissione ereditaria dei caratteri acquisiti.
Lamarck ebbe il merito di sostenere il concetto di evoluzione, contro le concezioni fissiste del suo tempo affermando che: 
- gli organismi viventi non sono immutabili, bensì si trasformano ininterrottamente;
- si trasformano per adattarsi all'ambiente e conseguire una più efficiente capacità di sopravvivere;
- le loro trasformazioni si accumulano nel corso delle generazioni dando luogo a specie nuove.

Darwin (1809-1882), in seguito, diede una diversa interpretazione del meccanismo mediante il quale si realizzano le mutazioni, nel tempo e nelle generazioni; la riscoperta degli studi di Gregor Mendel e le ricerche di August Weismann confermarono l'ipotesi darwiniana, rigettando il lamarckismo. 
Nonostante alcune ipotesi di Lamarck si siano dimostrate infondate, come l'ereditarietà dei caratteri acquisiti attraverso l'uso e il disuso, egli rimane il precursore delle scienze evolutive, il primo scienziato ad affermare la trasformazione dei viventi nel tempo. 
In questo modo Lamarck portò la biologia fuori dal creazionismo e fondò una prospettiva dinamica della storia della natura.

## Il lamarckismo dopo Lamarck
I presupposti della teoria di Lamarck si possono riassumere nei seguenti tre postulati:
- a) Le cause dei fenomeni vitali vanno cercate nella composizione chimica della materia vivente.
- b) La scienza è solo scienza di processi continui regolati da leggi.
- c) La scienza può essere solo scienza della causalità deterministica.

Ed ecco le obiezioni che i lamarckiani mossero al darwinismo ed in polemica con Weissmann a partire da questi postulati:
- a) Ogni teoria che presupponga misteriosi elementi portatori di forme e di caratteri ("gemmule" di Darwin, biofori di Weismann o geni) è sospetta di idealismo o di spiritualismo. Nel protoplasma si trova la chiave dei fenomeni vitali (variazione, eredità, ontogenesi, adattamento), ma in tutto il protoplasma, non in alcune parti del nucleo.
- b) Nulla si crea se non per epigenesi; ogni ipotesi di strutture permanenti ed ereditarie (cromosomi) è sospetta di metafisica, se non di creazionismo. «Se si portano le tesi di Weismann alle estreme conseguenze – scrive Giard nel 1890 – bisogna concludere che tutte le variazioni erano contenute nei primi organismi comparsi sulla terra e dunque che questi "possedevano" [...] una potenza evolutiva in qualche modo indefinita». Le Dantec dice, nel 1899, che la dottrina di Weismann è un ritorno al preformismo, «l'equivalente di germi inscatolati» e sa di finalismo; l'evoluzione, per i lamarckiani, è invece epigenesi, cioè acquisizione di nuove strutture nell'interazione continua e diretta tra l'organismo e l'ambiente. L'idea di un plasma germinale separato completamente dal resto del corpo cozza con l'idea dell'organismo come sistema integrato che si auto-regola e si auto-adatta, capace cioè di rispondere in modo positivo ai mutamenti delle condizioni ambientali. In un sistema così integrato è difficile immaginare che ci fosse una parte completamente isolata dal resto, ma che dirigeva tutto il resto.
- c) La variazione aleatoria dei darwiniani è un "effetto senza causa" e la nozione di caso danneggia la scienza e la razionalità e può servire a nascondere un ritorno surrettizio alla Provvidenza. La causa della variazione e dell'eredità va cercata nel determinismo dell'ambiente, nelle risposte dell'organismo e nelle condizioni dell'ontoepigenesi.

La spiegazione lamarckiana delle modalità dell'evoluzione ebbe una influenza enorme sia sulla biologia sia sulle scienze sociali. 
Alle scienze sociali il lamarckismo dava risposte alle domande del rapporto tra istinti, abitudini e scelte razionali, alla interazione tra tratti biologici e comportamenti che noi distinguiamo come culturali e sociali, alla formazione delle diverse mentalità razziali o nazionali, di classe, e consentiva di legittimare con la biologia l'azione politica intesa a migliorare l'umanità, attraverso l'educazione ed il miglioramento dell'ambiente (biologico e sociale). 
Il lamarckismo è continuato ufficialmente sotto varie forme, fino agli anni trenta del secolo scorso, ad opera di alcuni biologi e filosofi come Edmond Perrier, Félix Le Dantec, Alfred Giard, Paul Bert, Etienne-Jean Marey, Joseph-Pierre Durand,  e altri.
Obiettivamente l'impostazione di Lamarck appariva più rigorosa di quella di Darwin. «Darwin è un vero naturalista – scriveva Le Dantec nel 1909 – Lamarck era innanzitutto un fisico; si è fatalmente lamarckiani quando, entrando nello studio dei fenomeni vitali, non si dimentica il metodo delle scienze fisiche.»
Nella filosofia biologica dei lamarckiani si trovano elementi, o meglio suggestioni, almeno tendenzialmente materialistiche, ispirate all'ideale del riduzionismo chimico-fisico (una posizione che oggi si manifesta nella filosofia biologica dei genetisti).
Il lamarckismo influenzò pesantemente anche il pensiero filosofico e sociale della metà dell'Ottocento con Herbert Spencer ed Ernst Haeckel che lo utilizzavano per affermare l'ereditarietà dei ruoli sociali tra gli uomini dovuta ai caratteri acquisiti con il mestiere o con la posizione sociale. 
Haeckel scrive nel 1868: «Come per i fatti dell'eredità avevamo indicato la causa fondamentale e generale nella riproduzione, nel trasferimento di materia dai genitori alla prole, così possiamo porre come causa fondamentale e generale dei fenomeni di adattamento o di variazione l'attività fisiologica della nutrizione o ricambio materiale»; quindi «tutta l'ecologia darwiniana viene così snaturata nel riduzionismo materialista proprio dal darwinista che inventò il termine ecologia», osserva La Vergata.
Sarebbe però ingiusto accusare i lamarckiani di aver fornito una teoria che giustificava il potere delle classi dominanti. Nell'interpretazione lamarckiana la più importante lotta per l'esistenza era quella contro l'ambiente e questa idea veniva usata per postulare solidarietà e cooperazione. L'effort pour la vie ("lo sforzo per la vita") per i lamarckiani era più importante della lotta per la vita e richiedeva l'associazione degli uomini. 
Questa concezione dello sforzo pacifico si contrappose frontalmente allo spencerismo (darwinismo sociale). Edmond Perrier, lamarckiano, scriveva nel 1915: «La lotta per la vita, se ha avuto qualche parte nel progresso materiale degli esseri viventi, d'altra parte ha contribuito a questo processo solo nei particolari delle forme organiche. Una più ampia coordinazione di tutti i grandi fatti della biologia consente di stabilire, invece, che i grandi tipi del regno animale si sono costruiti nella pace, attraverso gli sforzi costanti degli animali su se stessi, attraverso la tensione costante delle loro facoltà per trionfare nelle condizioni sfavorevoli in cui alcuni erano condannati a vivere».
Secondo Ward, una volta uscita, con l'invenzione delle istituzioni sociali, dalla fase animale della lotta per l'esistenza, l'umanità si era evoluta grazie alla cooperazione, alla coltivazione di facoltà non utili nella concorrenza vitale e volte a soddisfare bisogni superiori a quelli materiali. Queste facoltà, secondo Wesley Powell, si erano sviluppate per la "legge dell'esercizio" i cui risultati venivano trasmessi ereditariamente alle generazioni successive. Per il lamarckiani, il lamarckismo era la teoria dello sforzo umano verso il progresso a cui Weismann toglieva ogni base biologica.
La polemica con Weismann mette bene in evidenza un errore che sarà poi assunto a fondamento delle sociobiologie: connotare la natura mediante metafore sociali per poi scoprire la natura nella società. Esso sembrò verosimile perché la stessa evoluzione psicosociale degli uomini è, in effetti, un processo di tipo lamarckiano (dove però i caratteri socio-culturali acquisiti vengono trasmessi per via esogenetica). L'idea della ereditarietà dei caratteri acquisiti lusingava anche l'orgoglio umano nel senso che sosteneva la trasformazione degli sforzi umani in regolarità della natura, come dire 'biologizzava' la speranza che gli sforzi umani siano immortali.
Da un punto di vista biologico, invece, l'avvento dell'epigenetica ha portato alcuni studiosi a rivalutare le teorie di Lamarck, tanto che si è arrivati a parlare di rivincita di Lamarck. Si è infatti osservato come il fenotipo di un individuo non sia solo l'espressione delle informazioni contenute nel DNA, ma sia fortemente influenzato anche dall'ambiente, che può agire sul genoma mediante meccanismi di tipo epigenetico; degli studi condotti evidenziano inoltre la possibilità di trasmettere alla progenie (ma solo per qualche generazione) alcune modificazioni epigenetiche, quali quelle causate dalle infezioni virali o dalla nutrizione materna. Tuttavia nell'epigenetica non è la sequenza nucleotidica del gene ad essere modificata, ma solo la sua espressione, attraverso l'aggiunta di gruppi metili in zone specifiche del gene. Secondo, gli enzimi che aggiungono tali gruppi metilici sono attivati secondo un preciso programma di regolazione ed essi sono già presenti come geni nel genoma. Terzo, i fenomeni epigenetici non possono modificare l'espressione di ogni gene nel genoma, ma solo quelli che possono essere regolati dai fenomeni epigenetici stessi. Quindi in conclusione nessuna nuova informazione viene aggiunta da un fenomeno epigenetico.
In generale, comunque, a causa della necessità di chiarire molti aspetti dell'epigenetica e per i motivi già esposti, gli studiosi sono restii nel riabilitare le teorie lamarckiane che comunque sono ritenute non valide al livello macroscopico interessato dal principio dell'uso e del disuso.

## Il lamarckismo nell'URSS di Stalin
Le vicende delle teorie evolutive nell'URSS di Stalin furono tragiche. Molti darwinisti furono perseguitati, deportati, internati, fucilati per il fatto che una teoria neolamarckiana, derivata da Mičurin, secondo la quale l'eredità dei caratteri sarebbe influenzata da fattori ambientali, fu considerata più compatibile con l'ideologia di regime e fu imposta non soltanto alle scienze biologiche, ma anche alle stesse pratiche agronomiche da Trofim Denisovič Lysenko appoggiato da Stalin. Questo fatto provocò una disastrosa crisi agricola.